# Čirůvka havelka
Čirůvka havelka (Tricholoma portentosum) je houba z čeledi čirůvkovitých. Vyskytuje se zejména v jehličnatých lesích. Tvoří mykorhizu především se smrky a borovicemi. Může růst v doprovodu čirůvky zelánky (Tricholoma equestre). Jedná se o jednu z nejchutnějších jedlých čirůvek.

## Synonyma
- Agaricus portentosus Fr.[2]
- Melanoleuca portentosa (Fr.) Murrill[2]
- Tricholoma portentosum var. portentosum (Fr.) Quél.[2]

české názvy
- čirůvka šedivka[2]

Druh popsal původně Elias Magnus Fries v roce 1821 a zařadil jako Agaricus portentosus, v roce 1872 jej Lucien Quélet přeřadil do rodu Tricholoma.

## Vzhled

### Makroskopický
Klobouk dorůstá průměru 4–12 cm. V mládí je kuželovitě klenutý s tence podvinutým okrajem, časem plochý se zaobleným hrbolkem uprostřed a zvlněným okrajem. Mnohdy se objevuje nepravidelné laločnaté zprohýbání. Barva klobouku bývá tmavě šedá, šedohnědá až šedočerná, často s nádechem fialové nebo žluté.
Pokožka je holá, vlivem vlhka lepkavá až mírně slizká, vrostle radiálně vláknitá. Je možné ji téměř celou sloupnout.

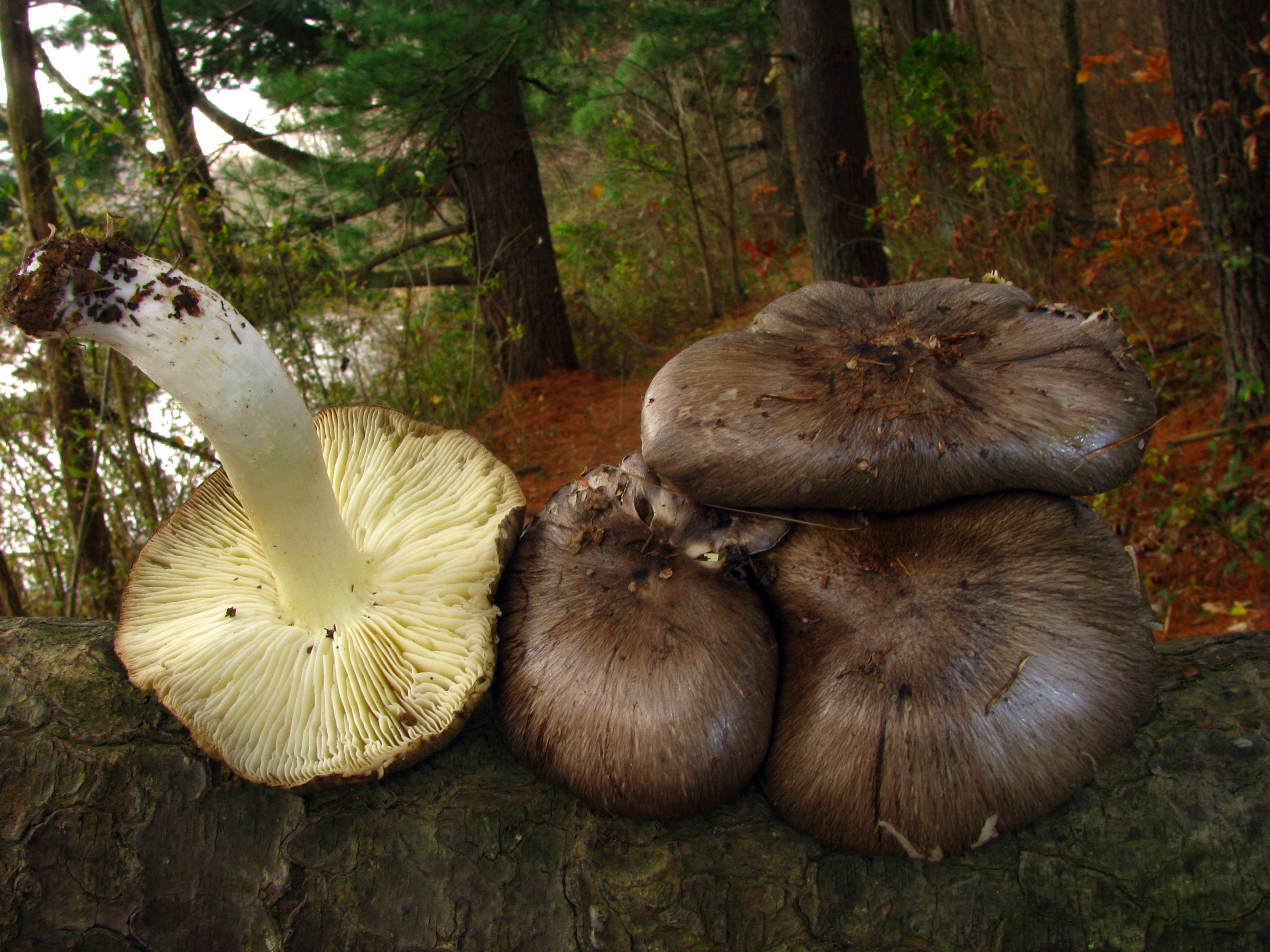
Čirůvka havelka

Lupeny mají bílou, později lehce našedlou barvu s citrónově žlutým nebo fialovým nádechem, ve stáří žloutnou. Jejich výška se pohybuje kolem 4–10 mm, jsou silné, na ostří tenké. Připojují se zoubkem ke třeni. V mládí se vyskytují hustě, časem řídnou.
Třeň je plný, dosahuje délky zhruba 4–10 cm a tloušťky asi 1–2 cm. Má kyjovitě zduřelý tvar, válcovitý, rovný či prohnutý. Povrch vláknitý, hedvábně lesklý, lysý. Barva je bílá, v době zralosti žloutne nebo získává hnědozelený nádech.
Bělavá dužnina příjemně moučně voní a chutná. Pod pokožkou klobouku přechází v šedou barvu, pod korovou vrstvou svrchní části třeně může získávat nažloutlé odstíny.
Rozeznávány jsou nejméně tři variety: var. album má povrch klobouku bílý, var. lugdunense má klobouk světlejší než běžná forma a var. boutevillei má klobouk velmi tmavý. Tato varieta se vyskytuje pod buky a duby.

### Mikroskopický
Výtrusný prach je bílý. Výtrusy mají vejčitě elipsoidní tvar, jsou hladké a velikostně se pohybují v rozmezí 5–6 × 3,5–5 µm.

## Výskyt
Čirůvka havelka fruktifikuje od září do listopadu, a to převážně v jehličnatých lesích, pod smrky, jedlemi a borovicemi, méně často pod listnáči. Roste ve skupinách, ale také jednotlivě. Preferuje neutrální až kyselé půdy.

## Možné záměny
- čirůvka zemní (Tricholoma terreum) – Má menší plodnice, vláknitě plstnatý až drobně šupinkatý klobouk. V dospělosti s našedlými, na ostří zoubkatými lupeny. Dužnina má palčivou chuť.[1] – od roku 2014, kdy v čirůvce zemní byl nalezen toxin (saponaceolid B a saponaceolid M), který způsobuje rozpad svalových vláken, je považována za jedovatou. Otravy se projevují při opakované konzumaci hub.
- čirůvka žíhaná (Tricholoma virgatum) – je nejedlá.[1] Rozdíl spočívá ve špičatě kuželovitém klobouku, jehož barva je šedavá až nafialovělá s temným žíháním. Lupeny mívají černé nebo černě tečkované ostří. Dužnina chutná hořce až palčivě.[2]
- čirůvka tygrovaná (Tricholoma pardinum) – jedovatá, ovšem vzácná houba.[1] Vyskytuje se především v podhorských a horských smrčinách, zejména na vápencových podkladech.[2] Jí podobná a ve starší literatuře neodlišovaná čirůvka vláknitá (Tricholoma filamentosum), rovněž jedovatá, roste pod listnáči, především v bučinách, jen vzácně po smrky. Od čirůvky havelky se oba druhy liší povrchem klobouku, který je plstnatý až šupinatý, často i kyjovitým třeněm.[1]

## Obsah bioaktivních látek

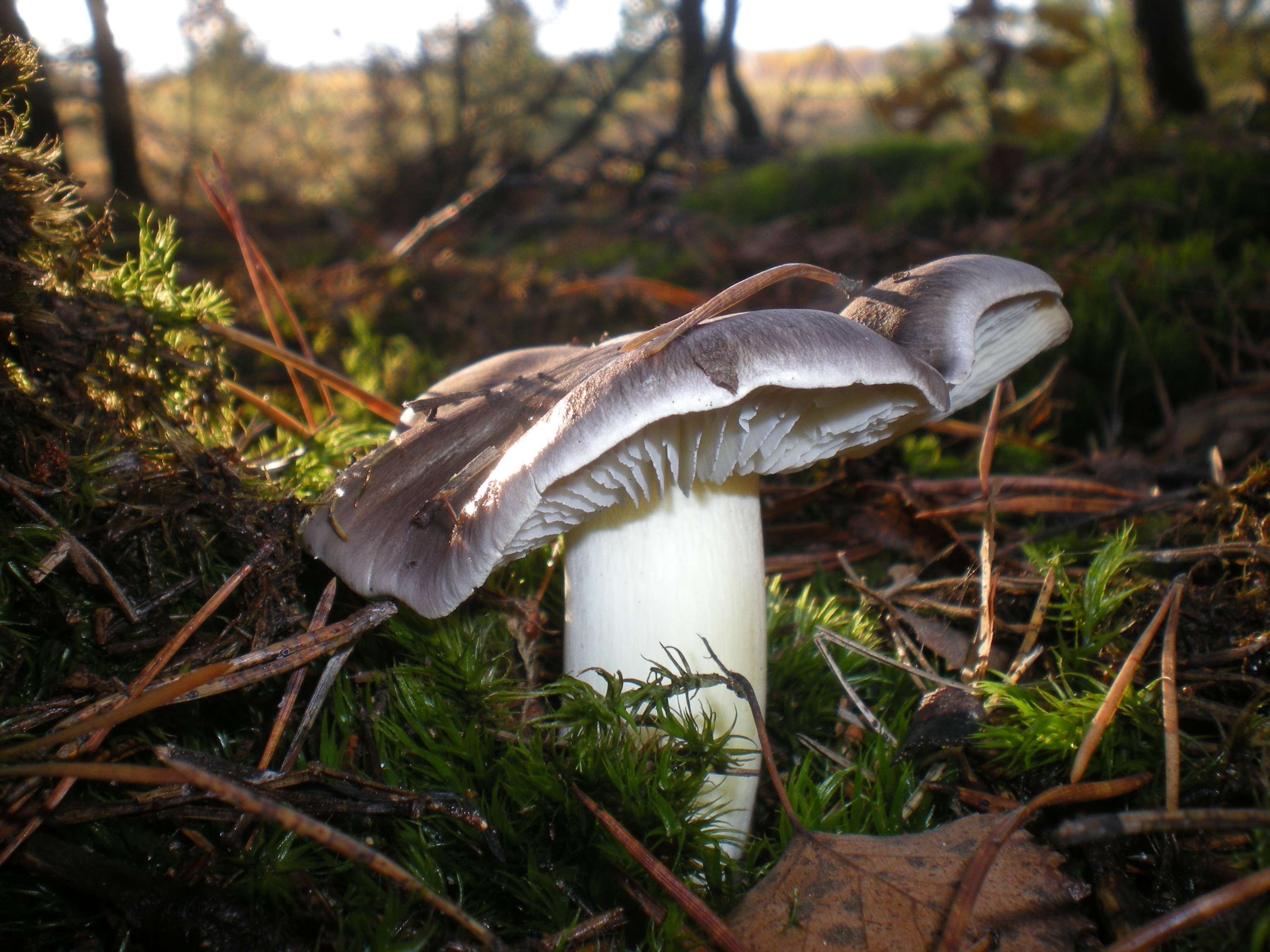
Čirůvka havelka

Čirůvku havelku lze zařadit mezi jedlé léčivé houby. Z plodnic bylo získáno a posléze identifikováno 11 rozličných sterolů, z nichž jeden byl pojmenován podle druhového latinského jména této houby – portensterol. Biologické účinky získaných látek však nejsou známy.
Čirůvka havelka byla podrobena několika pokusům, při nichž se mimo jiné zjistilo, že 1 gram houby obsahuje až 11 mg fenolických sloučenin a flavonoidů. Laboratorní experimenty odhalily, že methanolové extrakty vykazují významné antioxidační účinky. Mimo jiné výtažek z této houby projevoval také antibakteriální vlastnosti vůči některým grampozitivním bakteriím – Bacillus cereus a Bacillus subtilis, a antifungální vliv proti houbě kvasinkového typu Cryptococcus neoformans vyvolávající kryptokokální meningitidu.